# Borexino
El Borexino és un experiment de física de partícules que té com a objectiu estudiar neutrins solars de baixes energies (menors d'1 MeV). El nom de Borexino deriva del diminutiu en italià del "Boron EXperiment" (experiment de bor) abreviat BOREX, pel fet que en un principi es pensava a usar bor per a la detecció de neutrins.  El propòsit principal l'experiment és mesurar el flux de neutrins produïts per desintegració radioactiva de beril·li-7 al Sol amb alta precisió. Aquest mesurament avançaria el coneixement dels processos de fusió nuclear que transcorren al centre del sol, i també ajudaria a determinar propietats de la propagació de neutrins, entre ells l'efecte Mikheyev-Smirnov-Wolfenstein. Altres objectius de l'experiment inclouen la detecció de neutrins solars produïts pel bor-8, les cadenes pp i pep i el cicle CNO, com també de anitneutrins de la Terra i de centrals nuclears. És també possible que Borexino detecti neutrins produïts per supernoves dins de nostra galàxia.  Per tant, Borexino és membre de SNEWS (Sistema d'Alerta Primerenca de Supernoves). La primera detecció de neutrins solars ocorregué el 16 d'agost del 2007.
L'experiment està situat en els Laboratoris Nacionals del Gran Sasso (LNGS), prop de L'Aquila, Itàlia, i està patrocinat per una col·laboració internacional amb investigadors d'Itàlia, Estats Units, Alemanya, França i Rússia. Borexino es finança a través diverses agències nacionals, incloent-hi l'Institut Nacional de Física Nuclear (INFN) i la Fundació Nacional de Ciència.

## Resultats
El 2010, geoneutrins de l'interior de la Terra s'obervaren per primera vegada. Aquests són anti-neutrins produïts en desintegracions radioactives d'urani, tori, potassi, i rubidi.
El 2011, l'experiment publicà un mesurament precís del flux de neutrins beril·li-7, així com la primera evidència dels neutrins solars producte de reaccions protó-electró-protó (reaccions pep).
El 2012, es publicaren els resultats dels mesuraments de la velocitat dels neutrins que van viatjar des del CERN a Gran Sasso. Els resultats foren congruents amb la velocitat de la llum, com s'esperava, no van aconseguir superar-la.
L'any 2013, estableixen un límit en els paràmetres de neutrins estèrils. També tragueren un senyal de geoneutrins, el que dona una idea de l'activitat dels elements radioactius en l'escorça terrestre.
El 2014, publicaren una anàlisi de l'activitat de fusió protó-protó en el nucli solar, aquesta fusió és important, perquè és la responsable del 99% de l'energia que irradia el sol.